# 4J Studios
4J Studios est un studio écossais de développement de jeux vidéo. Le studio est connu pour porter le jeu Minecraft sur consoles Nintendo Switch, Xbox 360, Xbox One, PS3, PS4, PSVita et Wii U. 4J Studios collabore principalement avec ZeniMax Media, Mojang, Microsoft Studios. Ils détiennent des bureaux à East Linton et à Dundee.

## Ludographie

### Jeux développés
| Année | Titre du jeu                                   | Plate(s)-forme(s)                      |
| ----- | ---------------------------------------------- | -------------------------------------- |
| 2005  | Breeders' Cup World Thoroughbred Championships | PS2, Xbox                              |
| 2006  | Star Trek: Encounters                          | PS2                                    |
| 2007  | Star Trek: Conquest                            | PS2, Wii                               |
| 2008  | Ducati Moto                                    | NDS                                    |
| 2008  | AMF Bowling: Pinbusters                        | NDS                                    |
| 2009  | Shark hunt 2006                                | PS2                                    |
| 2009  | Wuggle                                         | iOS                                    |
| 2009  | Texas Wuggle                                   | iOS                                    |
| 2023  | Manic Mechanics                                | Nintendo Switch,PS4, Windows, Xbox One |

### Portages et remakes
| Année | Titre du jeu                        | Développeurs          | Plate(s)-forme(s) |
| ----- | ----------------------------------- | --------------------- | ----------------- |
| 2007  | The Elder Scrolls IV: Oblivion      | Bethesda Game Studios | PS3               |
| 2008  | Overlord: Raising Hell              | Triumph Studios       | PS3               |
| 2008  | Banjo-Kazooie                       | Rare                  | XBLA              |
| 2009  | Banjo-Tooie                         | Rare                  | XBLA              |
| 2010  | Perfect Dark                        | Rare                  | XBLA              |
| 2012  | Minecraft: Xbox 360 Edition         | Mojang Studios        | X360              |
| 2013  | Minecraft: PlayStation 3 Edition    | Mojang Studios        | PS3               |
| 2014  | Minecraft: Xbox One Edition         | Mojang Studios        | XBO               |
| 2014  | Minecraft: PlayStation 4 Edition    | Mojang Studios        | PS4               |
| 2014  | Minecraft: PlayStation Vita Edition | Mojang Studios        | PSVita            |
| 2015  | Minecraft: Wii U Edition            | Mojang Studios        | Wii U             |
| 2017  | Minecraft: Nintendo Switch Edition  | Mojang Studios        | Nintendo Switch   |